# Ectoplasma (celbiologie)
Het ectoplasma is het buitenste laagje van een cel. Het is het tegengestelde van het endoplasma, de korrelige massa die zich bevindt in de cel samen met de vacuole en de celkern.
Bij plantaardige cellen wordt de ectoplasma meestal celwand genoemd. Een dierlijke cel heeft geen celwand, alleen het laagje dat de ectoplasma wordt genoemd. Dat verklaart ook waarom plantencellen veel moeilijker te verteren zijn dan dierlijke cellen.